# Michael Carruth
Michael Carruth (Dublino, 9 luglio 1967) è un ex pugile irlandese.
Ha partecipato a due edizioni dei giochi olimpici (1988 e 1992) conquistando una medaglia a Barcellona 1992.

## Palmarès
Olimpiadi
- 1 medaglia:
  - 1 oro (pesi welter a Barcellona 1992)

Mondiali dilettanti
- 1 medaglia:
  - 1 bronzo (pesi superleggeri a Mosca 1989)